# Sceau de Guam

Sceau de Guam.

Le territoire de Guam ne possède pas d'armoiries officielles. À la place est utilisé un sceau reproduisant la baie de la capitale, Hagåtña.